# Lepanthopsis farrago
Lepanthopsis farrago là một loài thực vật có hoa trong họ Lan. Loài này được (Luer & Hirtz) Luer mô tả khoa học đầu tiên năm 1991.